# 联邦三角

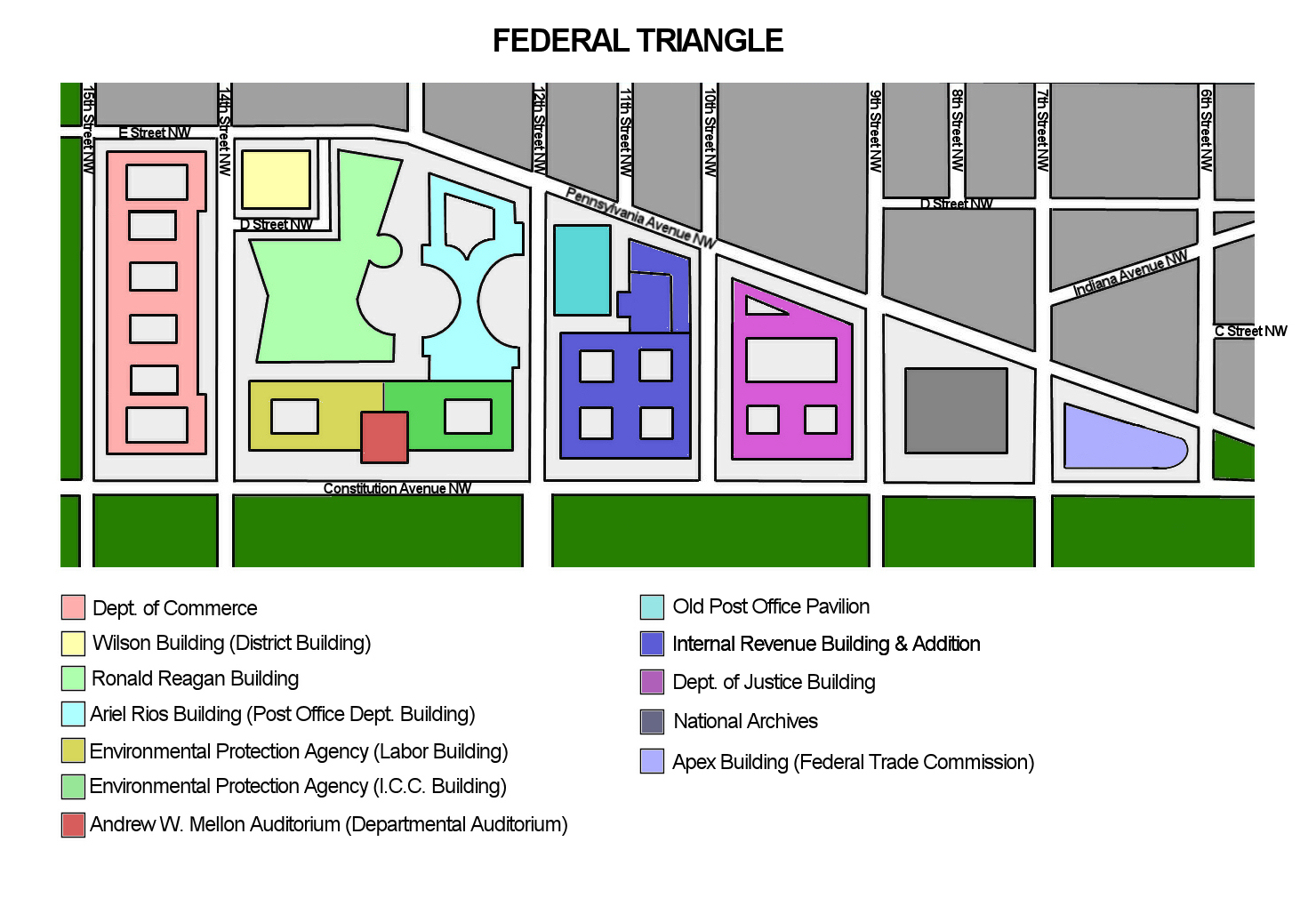
联邦三角

联邦三角（Federal Triangle）是华盛顿哥伦比亚特区西北区的一个三角形区域，由15街、宪法大道、宾夕法尼亚大道和E 街围合而成。联邦三角包括10座大型联邦和特区办公大楼，全部属于宾夕法尼亚大道国家历史区的一部分。联邦三角有7座建筑由美国联邦政府兴建于1930年代早期和中期，被称为“有史以来最伟大的建筑项目之一”。所有7座建筑现在都列为历史地标。
华盛顿地铁联邦三角站服务于联邦三角及其周边区域。

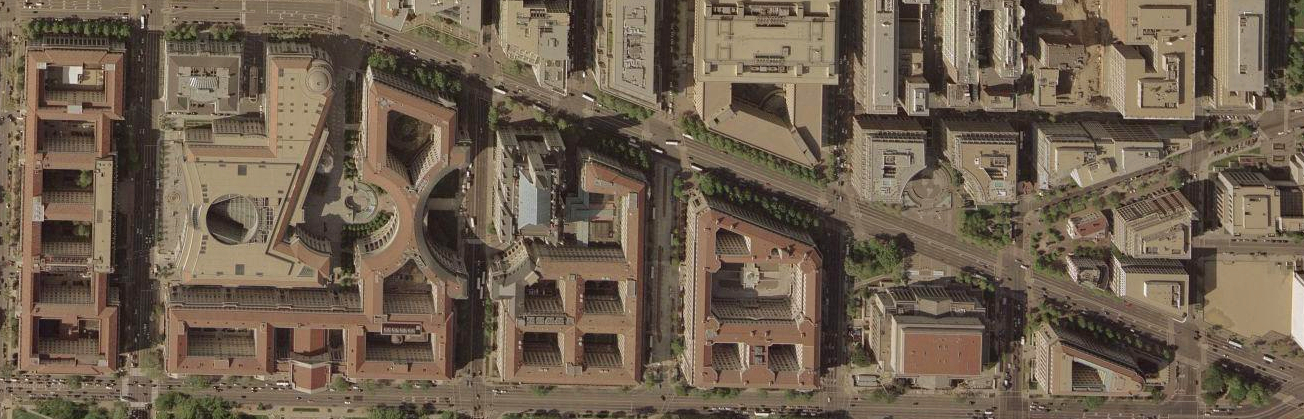
联邦三角鸟瞰图

## 建筑
- 联邦贸易委员会大楼
- 威廉·杰斐逊·克林顿联邦大厦（原邮政部大楼）
- 美国劳工部大楼，现为 美国国家环境保护局；以及安德鲁·梅隆礼堂
- 赫伯特·胡佛大楼（美国商务部总部、白宫访客中心，原国家水族馆）
- 美国国家税务局大楼
- 约翰·威尔逊大楼（华盛顿特区的市议会大楼和市长办公室所在地）
- 国家档案馆大楼
- 旧邮政局大厦
- 罗伯特·F·肯尼迪司法部大楼 （美国司法部总部）
- 罗纳德·里根大厦（包括美国国际开发署和美国海关及边境保卫局）

这些建筑属于宾夕法尼亚大道国家历史遗址。